# Supercopa de España 2012
La Supercopa de España 2012 è stata la ventinovesima edizione della Supercoppa di Spagna.
Si è svolta nell'estate 2012 in gara di andata (23 agosto) e ritorno (29 agosto) tra il Real Madrid, vincitore della Primera División 2011-2012, e il Barcellona, vincitore della Coppa del Re 2011-2012. A conquistare il titolo è stato il Real Madrid, che ha perso la gara di andata a Barcellona 3-2 e ha vinto la gara di ritorno a Madrid 2-1.

## Partecipanti
| Squadre     | Qualificazione                             | Partecipazioni precedenti (il grassetto indica la vittoria)                                               |
| ----------- | ------------------------------------------ | --- |
| Real Madrid | Vincitore della Primera División 2011-2012 | 12 (1982, 1988, 1989, 1990, 1993, 1995, 1997, 2001, 2003, 2007, 2008, 2011)                               |
| Barcellona  | Vincitore della Coppa del Re 2011-2012     | 17 (1983, 1985, 1988, 1990, 1991, 1992, 1993, 1994, 1996, 1997, 1998, 1999, 2005, 2006, 2009, 2010, 2011) |

## Tabellini

### Andata
| Arbitro: | Clos Gómez |

|                                     |           |                             |
| Pedro 56’ Messi 69’ (rig.) Xavi 77’ | Marcatori | 54’ C. Ronaldo 85’ Di María |

| Barcellona | Real Madrid |

#### Formazioni
| Barcellona      |    |                   |     |     |
|                 |    |                   |     |     |
| P               | 1  | Víctor Valdés     |     |     |
| D               | 2  | Daniel Alves      |     |     |
| D               | 14 | Javier Mascherano | 45’ |     |
| D               | 3  | Gerard Piqué      |     |     |
| D               | 21 | Adriano           |     |     |
| C               | 16 | Sergio Busquets   |     |     |
| C               | 6  | Xavi (c)          |     | 82’ |
| C               | 8  | Andrés Iniesta    |     |     |
| A               | 9  | Alexis Sánchez    |     | 71’ |
| A               | 17 | Pedro             |     | 86’ |
| A               | 10 | Lionel Messi      |     |     |
| A disposizione: |    |                   |     |     |
| P               | 13 | José Manuel Pinto |     |     |
| D               | 5  | Carles Puyol      |     |     |
| D               | 18 | Jordi Alba        |     | 86’ |
| C               | 4  | Cesc Fàbregas     |     | 82’ |
| C               | 28 | Sergi Roberto     |     |     |
| C               | 37 | Cristian Tello    |     | 71’ |
| A               | 7  | David Villa       |     |     |
| Allenatore:     |    |                   |     |     |
| Tito Vilanova   |    |                   |     |     |

| Real Madrid     |    |                   |     |     |
|                 |    |                   |     |     |
| P               | 1  | Iker Casillas (c) |     |     |
| D               | 17 | Álvaro Arbeloa    | 44’ |     |
| D               | 18 | Raúl Albiol       | 50’ |     |
| D               | 4  | Sergio Ramos      |     |     |
| D               | 5  | Fábio Coentrão    |     |     |
| C               | 14 | Xabi Alonso       | 11’ |     |
| C               | 6  | Sami Khedira      |     |     |
| C               | 21 | José Callejón     |     | 65’ |
| C               | 7  | Cristiano Ronaldo |     |     |
| C               | 10 | Mesut Özil        |     | 81’ |
| A               | 9  | Karim Benzema     |     | 60’ |
| A disposizione: |    |                   |     |     |
| P               | 13 | Antonio Adán      |     |     |
| D               | 12 | Marcelo           |     | 81’ |
| D               | 2  | Raphaël Varane    |     |     |
| C               | 24 | Lassana Diarra    |     |     |
| C               | 11 | Esteban Granero   |     |     |
| C               | 22 | Ángel Di María    |     | 65’ |
| A               | 20 | Gonzalo Higuaín   |     | 60’ |
| Allenatore:     |    |                   |     |     |
| José Mourinho   |    |                   |     |     |

### Ritorno
| Arbitro: | Mateu Lahoz |

|                            |           |           |
| Higuaín 10’ C. Ronaldo 19’ | Marcatori | 44’ Messi |

| Real Madrid | Barcellona |

#### Formazioni
| Real Madrid     |    |                   |     |     |
|                 |    |                   |     |     |
| P               | 1  | Iker Casillas (c) |     |     |
| D               | 17 | Álvaro Arbeloa    | 38’ |     |
| D               | 3  | Pepe              | 20’ |     |
| D               | 4  | Sergio Ramos      | 73’ |     |
| D               | 12 | Marcelo           |     |     |
| C               | 14 | Xabi Alonso       |     |     |
| C               | 6  | Sami Khedira      | 63’ |     |
| C               | 22 | Ángel Di María    |     | 79’ |
| C               | 7  | Cristiano Ronaldo |     |     |
| C               | 10 | Mesut Özil        |     | 83’ |
| A               | 20 | Gonzalo Higuaín   |     | 82’ |
| A disposizione: |    |                   |     |     |
| P               | 13 | Antonio Adán      |     |     |
| D               | 18 | Raúl Albiol       |     |     |
| D               | 27 | Nacho             |     |     |
| C               | 24 | Lassana Diarra    |     |     |
| C               | 19 | Luka Modrić       |     | 83’ |
| C               | 21 | José Callejón     |     | 79’ |
| A               | 9  | Karim Benzema     |     | 82’ |
| Allenatore:     |    |                   |     |     |
| José Mourinho   |    |                   |     |     |

| Barcellona      |    |                   |     |     |
|                 |    |                   |     |     |
| P               | 1  | Víctor Valdés     |     |     |
| D               | 18 | Jordi Alba        |     |     |
| D               | 14 | Javier Mascherano | 14’ |     |
| D               | 3  | Gerard Piqué      | 50’ |     |
| D               | 21 | Adriano           | 28' |     |
| C               | 16 | Sergio Busquets   |     | 75’ |
| C               | 6  | Xavi (c)          |     |     |
| C               | 8  | Andrés Iniesta    |     |     |
| A               | 9  | Alexis Sánchez    |     | 32’ |
| A               | 17 | Pedro             |     | 82’ |
| A               | 10 | Lionel Messi      |     |     |
| A disposizione: |    |                   |     |     |
| P               | 13 | José Manuel Pinto |     |     |
| D               | 19 | Martín Montoya    |     | 32’ |
| D               | 15 | Marc Bartra       |     |     |
| C               | 37 | Cristian Tello    |     | 82’ |
| C               | 4  | Cesc Fàbregas     |     |     |
| C               | 25 | Alexander Song    |     | 75’ |
| A               | 7  | David Villa       |     |     |
| Allenatore:     |    |                   |     |     |
| Tito Vilanova   |    |                   |     |     |